# Liolaemus constanzae
Liolaemus constanzae är en ödleart som beskrevs av  Donoso-barros 1961. Liolaemus constanzae ingår i släktet Liolaemus och familjen Tropiduridae. IUCN kategoriserar arten globalt som livskraftig. Inga underarter finns listade i Catalogue of Life.